# 陕州区
陕州区是中华人民共和国河南省三门峡市下属的一个市辖区，面积1763平方公里，总人口約29万人。区人民政府驻大营镇。国务院于2015年2月16日批准陕县撤县设区，在原陕县行政区域成立陕州区。陕西省省名中的「陕」字源于此地。

## 行政区划
陕州区下辖4个镇、9个乡：
大营镇、原店镇、西张村镇、观音堂镇、张汴乡、张湾乡、菜园乡、张茅乡、王家后乡、硖石乡、西李村乡、宫前乡和店子乡。

## 人口
根據第七次人口普查數據，截至2020年11月1日零時，陝州區常住人口288538人。

## 交通
- 陇海铁路：观音堂站，杨连弟站，硖石驿站，庙沟站，张茅站，张家湾站，三门峡西站，五原村站、浩吉铁路：陕州站
- 310国道过境。

## 知名人物
- 上官儀